# Амбијентално удушење
Амбијентално удушење или амбијентална асфиксија један је од облика гушења, који је најчешће задесног порекла, јер настаје услед нарушеног нормалан однос концентрација кисеоника и угљен-диоксида у амбијенталмом ваздуху.

## Епидемиологија

### Амбијенталнаудушењакод деце
Амбијентална асфиксија се најчешће јавља код деце, која у току игре, скривања, доспевају у запремински ограничене и релативно добро, скоро херметички заптивене просторе, као што су пластична бурад, ормари, сандуци, стари фрижидери или замрзивачи.

### Амбијенталнаудушењакод одраслих
Код одраслих, оваква удушења дешавају се код радника у рударским окнима, бунарима, пећинама, подрумима, где се угљен-диоксид нагомилава због своје тежине.

## Етиологија
Дисање, као једна од виталних функција у телу, у суштини представља транспорт кисеоника из атмосфере у ткива, односно ћелије и враћање створеног угљен-диоксида. Овај процес је изузетно сложен, у његовом ланцу постоји неколико карика, од којих свака мора бити функционална да би се вентилација, дифузија и транспорт наведених гасова одвијали нормално и правилно.
Пре свега, неопходан је одговарајући, нормалан састав атмосфере у којој се човек налази. 
Онда, потребно је отворити усне и назалне отворе, проходност даљих дисајних путева (нос, уста, ждрело, ларинкс, трахеја, трахеја).
Затим неопходан је очуван квалитет плућног ткива, правилан састав крви, очувана способност еритроцити да примају и преносе кисеоник у ткива и ћелије који морају имати квалитативне карактеристике које прихватају кисеоник, а све под условима правилног функционисања централне регулације дисања.
Поремећај или прекид било које карике наведен у овом ланцу доводи до оштећења респираторне функције, или до гушење (асфиксија), које се може завршити фатално или нефатално.
Сам назив овог облика гушења  (амбијентална асфиксија) указује на то да до поремећаја дисања долази  услед: нарушеног нормалан однос концентрација кисеоника и угљен-диоксида (21% : 0,03%). Тада у удахнутом ваздуху долази до поремећаја процеса дисања услед потрошње кисеоника, уз истовремено повећање концентрација угљен-диоксида, што онемогућава стварање потребне количине оксихемоглобина.

## Обдукциони налаз
Код удушења изазваног амбијенталном удушењем обдукциони  налаз одговара општим знацима гушења. Узрок смрти, поред околности случаја, открива и смањени проценат оксигенације хемоглобин. 
Иако је већина ових случајева искључиво последица недостатка кисеоника у удахнутом ваздуху, такође треба напоменути да постоје случајеви у којима је поред поремећеног кисеоника-угљен-диоксид, важан фактор у настанку смрти такође може имати присуство у атмосфери неких токсичних гасова (амонијак, сумпор-водоник).  Таква су например удушења код радника у ревизији канализационих система, септичких јама, бунара, аутоцистерни за превоз бензина. Свакако, у овим случајевима присутни отровни гасови имају одређену, ако не и водећу улогу  на настанак смрти.